# 罗塞 (上索恩省)
罗塞（法語：Rosey，法語發音：[ʁozɛ]）是法国上索恩省的一个市镇，属于沃苏勒区。

## 地理
罗塞（47°33'56"N, 6°1'40"E）面积14.64 平方千米，位于法国勃艮第-弗朗什-孔泰大區上索恩省，该省份为法国东部内陆省份，北起顺时针与孚日省、贝尔福地区省、杜省、汝拉省、科多尔省和上马恩省接壤。
与罗塞接壤的市镇（或旧市镇、城区）包括：拜涅、马耶和沙兹洛、讷韦勒莱拉沙里泰、拉兹。

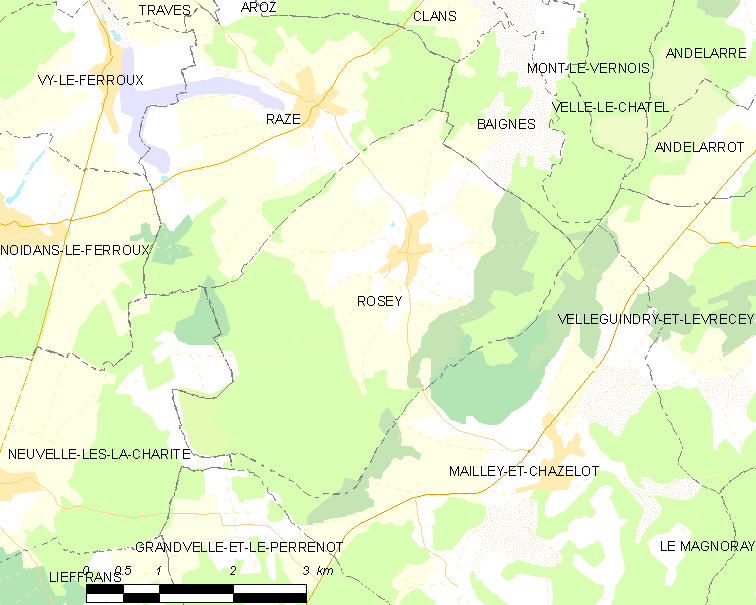
的OSM定位图

罗塞的时区为UTC+01:00、UTC+02:00（夏令时）。

## 行政
罗塞的邮政编码为70000，INSEE市镇编码为70452。

## 政治
罗塞所属的省级选区为索恩河畔塞和圣阿尔班县。

## 人口

1962-2008年间人口变化图示

罗塞于2022年1月1日时的人口数量为255人。